# انیرو
انیرو (انگلیسی: Eniro) شرکت تبلیغات و انتشارات سوئدی است، که در سال ۲۰۰۰ تأسیس شد.